# 王和山
王和山（1964年7月—），男，汉族，宁夏西吉人，中华人民共和国政治人物。西北农业大学农经系农业经济及管理专业毕业，研究生学历，农学硕士学位，高级会计师。曾任全国人民代表大会宁夏地区代表。

## 生平
1985年1月加入中国共产党，1988年7月参加工作。
1996年4月，任宁夏回族自治区财政厅预算处副处长。1999年3月，任宁夏回族自治区财政厅预算处处长。2003年1月，任宁夏回族自治区财政厅副厅长。2008年1月，任宁夏回族自治区财政厅厅长。2008年，担任第十一届全国人大代表。2013年，担任第十二届全国人大代表。2013年1月，任宁夏回族自治区人民政府副主席。